# Friulana (calzatura)
Le friulane, conosciute anche come furlane o scarpets, nascono nelle campagne del Friuli Venezia Giulia come calzature femminili da indossare nel giorno di festa, in alternativa al comune zoccolo da lavoro. 
Venivano prodotte con materiali di recupero: la tomaia veniva ricavata da tessuti di scarto come vecchie tele o sacchi di juta, mentre la suola veniva realizzata in gomma, recuperando i copertoni delle biciclette. Queste scarpe vennero apprezzate in modo particolare dai gondolieri veneziani del primo dopoguerra, i quali iniziarono a indossarle quotidianamente, dal momento che la suola in gomma limitava i danni al legno delle imbarcazioni e garantiva un effetto antiscivolo. Nel XIX secolo, arrivarono anche nelle case dei nobili milanesi che amavano la loro capacità di rendere le passeggiate molto più silenziose.